# Przedsiębiorstwo Komunikacji Samochodowej w Świdnicy
Przedsiębiorstwo Komunikacji Samochodowej w Świdnicy Spółka z o.o. – przewoźnik drogowy powstały w ramach prywatyzacji dawnego oddziału Państwowej Komunikacji Samochodowej (istniejącego od 1948 roku, od 1961 roku samodzielnego), funkcjonujący w latach 2003-2016 w Świdnicy.

## Historia

### Lata 1945 – 2001
Od 1948 roku w Świdnicy istniały struktury tworzonej przez administrację centralną Państwowej Komunikacji Samochodowej: „Stacja PKS”. W roku 1951 „Stację” przekształcono w placówkę „Ekspozytury PKS w Wałbrzychu”. Placówka posiadała do 1953 roku tabor samochodowy i konny, w 1953 roku otrzymano pierwszy autobus. Pierwsze regularne linie uruchomiono w relacjach Świdnica – Świebodzice oraz Świdnica – Chwałków, pierwszy przystanek PKS znajdował się na placu Grunwaldzkim. Decyzją dyrekcji wojewódzkiej PKS we Wrocławiu z dniem 1 stycznia 1963 roku utworzono oddział PKS w Świdnicy, któremu podporządkowano placówkę terenową w Świebodzicach (dotychczas podległą PKS w Wałbrzychu), a później także punkt usługowy w Strzegomiu (podległy dotąd PKS w Legnicy). Po utworzeniu oddziału PKS przeniesiono dworzec autobusowy na ulicę Kolejową.
Wyniki przedsiębiorstwa za rok 1978:
- stan liczbowy autobusów: 78 pojazdów,
- stan liczbowy samochodów ciężarowych: 201 pojazdów,
- stan zatrudnienia: około 700 osób,
- liczba linii autobusowych: 185,
- liczba kursów autobusowych: 540.

W 1988 roku oddział PKS w Świdnicy podlegał Dyrekcji Okręgowej Krajowej Państwowej Komunikacji Samochodowej we Wrocławiu wraz z „16. okręgiem komunikacyjnym”, wraz z 10 innymi oddziałami.
1 lipca 1990 roku zarządzeniem Prezesa Rady Ministrów wszystkie oddziały Państwowej Komunikacji Samochodowej stały się odrębnymi przedsiębiorstwami państwowymi (Państwowe Przedsiębiorstwa Komunikacji Samochodowej – skrót PPKS), które przeznaczono do stopniowej komercjalizacji i prywatyzacji.

### Lata 2001 – 2016
Do roku 2001 sieć połączeń PKS w Świdnicy pozostawała na poziomie zbliżonym do roku 1988. Autobusy docierały do większości miejscowości powiatu świdnickiego. Sytuacja gospodarcza w byłym województwie wałbrzyskim oraz konkurencja ze strony prywatnych przewoźników sprawiły, że w 2001 roku spółka PKS Świdnica została postawiona w stan upadłości. Ówczesne władze spółki, podejmując próbę ratowania zakładu przed likwidacją, uruchomiły w wakacje 2001 nocne kursy do miejscowości nad Morzem Bałtyckim, które pozwoliły uzyskać kapitał niezbędny dla przejęcia PKS Świdnica przez spółkę pracowniczą. Taką ścieżkę prywatyzacji wybrało (do 2006 roku) 45 przedsiębiorstw PKS spośród ok. 200 powstałych podczas restrukturyzacji Państwowej Komunikacji Samochodowej w 1989 roku około 1/4 powstałej wówczas grupy przedsiębiorstw. 1 października 2001 roku pracownicy utworzyli spółkę z udziałem inwestora zewnętrznego (sprywatyzowany PKS Jelenia Góra), która przejęła w odpłatne użytkowanie od Skarbu Państwa miejscowe przedsiębiorstwo PKS. 
W nowej formie organizacyjnej i własnościowej nastąpiła odnowa taboru autobusowego oraz rozszerzenie działalności: uruchomienie połączeń dalekobieżnych do Warszawy i Zakopanego, kontynuacja komunikacji wakacyjnej do miejscowości nadmorskich, wejście w sektor turystyki zagranicznej.
Przedsiębiorstwo dołączyło wraz z PKS Jelenia Góra i PKS Wołów do konsorcjum, które przejęło prywatyzowany w 2004 roku PKS Lubin.
Na skutek konkurencji w branży przedsiębiorstwo ograniczyło działalność i zostało postawione w 2015 roku w stan likwidacji i zarząd syndyka w konsekwencji złej kondycji finansowej. Postępowanie upadłościowe wszczęto w formie upadłości obejmującej likwidację majątku.
Przedsiębiorstwo PKS w Świdnicy zaprzestało prowadzenia przewozów 24 czerwca 2016 . Jesienią 2017 roku wywieziono z dotychczasowej bazy PKS nieużywany i zabezpieczony tabor likwidowanego przedsiębiorstwa.

## Połączenia
Przedsiębiorstwo obsługiwało regionalne linie autobusowe na terenie całego powiatu świdnickiego, które po roku 2001 były ograniczane. 
Wedłud stanu na rok 2009 spółka prowadziła:
- połączenia lokalne z miejscowościami powiatu świdnickiego i południowo-zachodniej części powiatu wrocławskiego.

- linie regionalne przez obszar województwa dolnośląskiego:
  - Świdnica – Stronie Śląskie (kursy zwykłe, 2 razy dziennie) przez Burkatów, Bystrzycę Górną, Lubachów, Zagórze Śląskie, Jugowice, Olszyniec, Jedlinę-Zdrój, Głuszycę, Bartnicę, Świerki, Ludwikowice Kłodzkie, Drogowskaz, Nową Rudę, Nową Rudę-Słupiec, Bożków, Święcko, Bierkowice, Gołogłowy, Kłodzko, Żelazno, Ołdrzychowice Kłodzkie, Trzebieszowice, Radochów, Lądek-Zdrój.
  - Wrocław – Szklarska Poręba (kurs pospieszny) przez Bielany Wrocławskie, Marcinowice, Świdnicę, Świebodzice, Dobromierz, Bolków, Kaczorów, Jelenią Górę, Piechowice,
  - Świdnica – Wrocław (kursy zwykłe, 12 razy dziennie);

- kursy dalekobieżne[b]:
  - Jelenia Góra – Warszawa przez: Kowary, Kamienną Górę, Wałbrzych, Świebodzice, Świdnicę i Wrocław (naprzemiennie z PKS Jelenia Góra)
  - Wałbrzych – Zakopane przez: Świebodzice, Dzierżoniów, Ząbkowice Śląskie, Paczków, Nysę, Racibórz, Wodzisław Śląski, Jastrzębie-Zdrój, Pszczynę, Bielsko-Białą, Kęty, Andrychów, Wadowice, Suchą Beskidzką, Maków Podhalański, Jordanów, Skomielną Białą, Nowy Targ i Poronin
  - Świdnica – Zgorzelec przez m.in. Strzegom, Rogoźnicę, Jawor, Legnicę, Chojnów, Krzywą, Tomaszów Bolesławiecki, Zebrzydową, Zagajnik, Żarską Wieś
  - Świdnica – Zielona Góra przez Strzegom, Rogoźnicę, Jawor, Legnicę, Lubin, Polkowice, Głogów, Bytom Odrzański, Nową Sól;

- połączenia wakacyjne do Mielna/Unieścia[15].

## Tabor
Według informacji podawanych na stronie internetowej w roku 2016, spółka użytkowała 70 autokarów marek: Bova, Neoplan, Mercedes-Benz i Kapena.

## Dworce
W świdnickim oddziale, następnie przedsiębiorstwie PKS, użytkowano dworzec autobusowy w Świdnicy formie stanowisk wzdłuż ulicy Kolejowej.
Z przystanku przy dworcu kolejowym do 2006 roku korzystano w Świebodzicach.
Oddział PKS w Świdnicy wybudował w 1979 roku dworzec autobusowy w Strzegomiu przy ulicy Kasztelańskiej. Przedsiębiorstwo użytkowało obiekt, m.in. prowadząc własną kasę biletową, do roku 2007. Syndyk Przedsiębiorstwa Państwowej Komunikacji Samochodowej w Świdnicy dokonał sprzedaży dworca prywatnemu inwestorowi, który zabudował nabytą działkę obiektem handlowym.
W latach 2010–2015 miasto Świdnica wybudowało bezpośrednio przy dworcu kolejowym Świdnica Miasto samorządowy dworzec autobusowy – centrum przesiadkowe, którym zastąpiono dotychczasowy dworzec PKS rozlokowany wzdłuż ulicy Kolejowej.

## Skutki likwidacji PKS Świdnica
Według stanu na rok 2016 połączenia z miejscowościami powiatu utrzymywali niezależni przewoźnicy prywatni oraz MPK Świdnica. Na skutek ograniczenia, a później zaprzestania działalności przez PKS Świdnica doszło do dysproporcji w obsłudze komunikacyjnej powiatu. Liczba połączeń w najbardziej popularnych relacjach (Świdnica – Świebodzice – Wałbrzych, Świdnica – Wrocław, Świdnica – Jaworzyna Śląska – Strzegom, Świdnica – Dzierżoniów) została utrzymana na dotychczasowym poziomie lub zwiększona, natomiast położone peryferyjnie miejscowości w północnej części powiatu po likwidacji PKS straciły dostęp do transportu publicznego. Zjawisko występuje szczególnie na obszarze gminy Strzegom, gdzie spośród 18 miejscowości obsługiwanych w 1988 roku przez PKS Świdnica (na 21 miejscowości gminy) w 2016 roku przewoźnicy niezależni obsługiwali jedynie trzy.